# Републикански път III-2077
Републикански път IIІ-2077 е третокласен път, част от Републиканската пътна мрежа на България, преминаващ по територията на Добричка и Силистренска област. Дължината му е 20,8 km.
Пътят се отклонява наляво при 60,3 km на Републикански път III-207 в центъра на село Честименско и се насочва на югозапад през западната част на Добруджанското плато. Минава през селата Професор Златарски и Каблешково, завива на северозапад, слиза в дълбокото суходолие на река Канагьол и навлиза в Силистренска област. Тук минава и през село Межден и северозападно от него се свързва с Републикански път I-7 при неговия 40,1 km.
| Пътища, отклоняващи се надясно (населено място, № на пътя, посока на пътя) | km   | Пътища, отклоняващи се наляво (посока на пътя, № на пътя, населено място) |
| -------------------------------------------------------------------------- | ---- | ------------------------------------------------------------------------- |
| Община Тервел, Област Добрич, III-207, 60,3 km, с. Честименско ←           | 0,0  | ← с. Честименско, 60,3 km, III-207, Област Добрич, Община Тервел          |
| с. Професор Златарски                                                      | 2,8  | с. Професор Златарски                                                     |
| с. Каблешково                                                              | 5,5  | → с. Каблешково, общински път (за с. Нова Камена)                         |
| Община Дулово, Област Силистра                                             | 11,6 | Област Силистра, Община Дулово                                            |
| (за с. Върбино) общински път ←                                             | 13,8 |                                                                           |
|                                                                            | 16,2 | → общински път (за селата Козяк и Полковник Таслаково)                    |
| с. Межден                                                                  | 18,1 | с. Межден                                                                 |
| (от ГКПП Силистра - Кълъраш) I-7, 40,1 km →                                | 20,8 | → 40,1 km, I-7 (до ГКПП Лесово - Хамзабейли)                              |